# Comuna Alunu, Vâlcea
Alunu este o comună în județul Vâlcea, Oltenia, România, formată din satele Alunu (reședința), Bodești, Coltești, Igoiu, Ilaciu, Ocracu și Roșia.
Localitatea este deservită de stația de cale ferată cu același nume, cap al liniei Băbeni - Alunu, stație aflată în satul Coltești.

## Demografie
Componența etnică a comunei Alunu
     Români (89,26%)
     Romi (3,11%)
     Alte etnii (0%)
     Necunoscută (7,63%)
Componența confesională a comunei Alunu
     Ortodocși (90,62%)
     Alte religii (1,29%)
     Necunoscută (8,09%)
Conform recensământului efectuat în 2021, populația comunei Alunu se ridică la 3.733 de locuitori, în scădere față de recensământul anterior din 2011, când fuseseră înregistrați 4.109 locuitori. Majoritatea locuitorilor sunt români (89,26%), cu o minoritate de romi (3,11%), iar pentru 7,63% nu se cunoaște apartenența etnică. Din punct de vedere confesional, majoritatea locuitorilor sunt ortodocși (90,62%), iar pentru 8,09% nu se cunoaște apartenența confesională.

## Politică și administrație
Comuna Alunu este administrată de un primar și un consiliu local compus din 13 consilieri. Primarul, Emanuel Birăruți[*], de la Partidul Social Democrat, este în funcție din 1 noiembrie 2024. Începând cu alegerile locale din 2024, consiliul local are următoarea componență pe partide politice:
|  | Partid                          | Consilieri | Componența Consiliului | Componența Consiliului | Componența Consiliului | Componența Consiliului |
|  | ------------------------------- | ---------- | ---------------------- | ---------------------- | ---------------------- | ---------------------- |
|  | Partidul Social Democrat        | 4          |                        |                        |                        |                        |
|  | Alianța pentru Unirea Românilor | 3          |                        |                        |                        |                        |
|  | Partidul Puterii Umaniste       | 2          |                        |                        |                        |                        |
|  | Partidul Național Liberal       | 2          |                        |                        |                        |                        |
|  | Partidul PRO România            | 1          |                        |                        |                        |                        |
|  | Pătrulescu Narcis-Iorgu         | 1          |                        |                        |                        |                        |

## Personalități născute aici
- Nicolae Grozea (? - 1834), haiduc.
- Filofteia Lăcătușu, născută Daju (7.06.1947 - 4.03.1977), solistă de muzică populară.

## Vezi și
- Biserica de lemn din Bodești, Vâlcea